# كارل أنتوني (لاعب كرة قدم كندية)
كارل أنتوني (بالإنجليزية: Karl Anthony)‏ هو لاعب كرة قدم كندية أمريكي، ولد في 14 مارس 1967 في نيو أيبيريا في الولايات المتحدة.